# Szabó Gábor (operatőr)
Szabó Gábor (Budapest, 1950. október 24. –) Balázs Béla-díjas magyar operatőr, érdemes művész, egyetemi tanár. A HCA (Magyar Filmoperatőrök Egyesülete) alapítótagja és első elnöke. 

## Életpályája
Apja Szabó Árpád (1919–1992) is operatőr volt. Édesanyja Szántó Anna (1920–2022) szinkronrendező. 1970-ig pantomimmal foglalkozott. A főiskolai évek alatt és utána a Magyar Televízió külsős operatőre volt. 1974-ben végzett a Színház- és Filmművészeti Főiskolán Illés György, Zsombolyai János és Máriássy Félix tanítványaként.
1974-től a Mafilm operatőreként, majd szabadúszóként elsősorban játékfilmeket forgat. 1979–2009 között a Színház- és Filmművészeti Főiskola tanára. 2010–15 között a Budapesti Kommunikációs- és Üzleti Főiskola operatőri szakának vezetője. 2012-ben doktorált, 2013-ban habilitált, 2014-ben Egyetemi tanári kinevezést kapott. 2015–20 között az Egri Eszterházy Károly Egyetem, 2018-tól 2021-ig az SZFE VIEWFINDER nemzetközi Joint Master képzésének vezetője volt egy ír és egy észt filmes egyetem együttműködésében.
Írt egy tankönyvet is a filmnyelvről. Mintegy 30 játékfilmet, számos dokumentumfilmet, reklámfilmet, egyéb műfajú filmeket forgatott. Ő fényképezte a Jób lázadását, amit 1984-ben Oscar-díjra jelöltek. Zsigmond Vilmos rendezőként jegyzett A tékozló apa című, Liv Ullmann és Michael York főszereplésével készült 1991-es filmjének is ő volt az operatőre. Sok filmet készített Rudolf van den Berg holland filmrendezővel. Ezek közül a Tirza című versenyfilm volt a 2011-es Oscaron. Filmjei több mint ötven díjat nyertek különböző nemzetközi fesztiválokon.

### Magánélete
1978-ban házasságot kötött Simándi Júliával, ebből a házasságból két gyermeke van: Szabó Dániel (1980) és Zsófia (1986). 2011-ben másodszor is megnősült Szurma Ágnessel, ebből a házasságból született gyermekei Léna (2012) és Gerzson (2018).

## Filmjei
- Pszt! (1974)
- Várostérkép (1975)
- Két elhatározás (1976)
- Irka-firka (1977)
- Havasi selyemfiú (1978)
- A sótartó felé (1978)
- Égigérő fű (1979)
- Élve vagy halva (1979)
- Orvos vagyok (1979)
- Töredék az életről (1980)
- Boldogtalan kalap (1980)
- Pusztai emberek (1981)
- Vőlegény (1982)
- Történetek a magyar filmről (1982)
- Adj király katonát! (1982)
- Vérszerződés (1983)
- Jób lázadása (1983)
- Add tudtul fiadnak (1984)
- Linda (1984)
- Yerma (1984)
- A búcsú (1985)
- Városbújócska (1985)
- Visszaszámlálás (1986)
- Örökkön-örökké (1986)
- Vadon (1988)
- Küldetés Evianba (1988)
- Meteo (1989)
- A halálraítélt (1989)
- Vörös vurstli (1991)
- Tékozló apa (1991)
- Lujza (1992)
- A nagy postarablás (1992)
- Közjáték (1993)
- Mindennapi rémtörténet (1996)
- Szívlövés (1998)
- Szilánkok (2002)
- Boldog új élet (2006)
- Noé bárkája (2007)
- Pillangók (2008)
- Homokszék (2008)
- Tirza (2010)
- Het Bombardement (2012)
- Galloping Mind (2015)
- A martfűi rém (2016)

## Könyvei
- Filmes könyv (2004)
- Filmeskönyv bővített kiadás (2018)
- FILMISH_BOOK (2021)

## Díjai
- A chicagói filmfesztivál nagydíja (1978, 1983)
- a cannes-i fesztivál különdíja (1983)
- sanremói nagydíj (1984)
- Oscar-díj jelölés (Jób lázadása 1984)
- a magyar reklámfilmfesztivál operatőri díja (1987)
- a filmszemle díja (1990, 1993)
- a montréali videofesztivál első díja (1991)
- Eiben István-díj (1993)
- Széchenyi professzori ösztöndíj (1998–2001)